# Януш Валюсь
Януш Валюсь (польськ. Janusz Waluś; 14 січня 1953, Закопане) —  громадянин Польщі, який став відомим через свою роль у політичному вбивстві в Південній Африці у 1993 році. Він був засуджений за вбивство Кріса Гані (Chris Hani), одного з провідних борців проти апартеїду та лідера Південноафриканської комуністичної партії. 
Після майже 30 років у 2024 році Валюсь був умовно звільнений і депортований до Варшави. 

## Біографія
Януш Валюсь народився в Польщі, а пізніше емігрував до Південної Африки. Валюсь був прихильником правих і антикомуністичних поглядів. 
У своїй діяльності він тісно співпрацював із Клайвом Дербі-Льюїсом, південноафриканським політиком, який також був засуджений за причетність до змови у вбивстві Хані. Валюсь вважав Хані загрозою для білої спільноти та режиму, який він підтримував. Вбивство було скоєно з метою дестабілізувати мирний процес переходу до демократії.
Януш Валюсь був засуджений до довічного ув'язнення. Його вчинок викликав великий резонанс у суспільстві та загострив політичну ситуацію в країні. У наступні роки Валюсь неодноразово подавав прохання про умовно-дострокове звільнення, що викликало суперечливі реакції в Південній Африці. У 2022 році його таки було звільнено під умовами, після чого він мав бути депортований до Польщі.
У 2024 році він був умовно звільнений і депортований до Варшави.